# محمد بشير التواتي
محمد بشير التواتي هو كاتب ومدرس ومصحح تونسي، درس وتخرج من جامع الزيتونة. عمل مصححًا في إحدى المطابع التونسية التي كانت تطبع المطبوعات الرسمية والكتب.

## أعماله
- له كتاب «مجموع الإفادة في علم الشهادة»، المطبعة التونسية، نشر عام 1894م[1]
- قصيدتين : «إمام همام» و«بشرى»[2]
- صحح الجزء الأخير من كتاب «واسطة السلوك في سياسة الملوك»، الذي ألفه السلطان أبو حمو موسى الثاني، وطبع هذا الكتاب عام 1863م لأول مرة في تونس.